# Plecia gressitti
Plecia gressitti är en tvåvingeart som beskrevs av Hardy 1953. Plecia gressitti ingår i släktet Plecia och familjen hårmyggor. Inga underarter finns listade i Catalogue of Life.